# Сараев, Эдуард
Эдуард Сараев (эст. Eduard Sarajev; 2 августа 1974, Кохтла-Ярве) — эстонский футболист, защитник.

## Биография
Начал играть на взрослом уровне в 17-летнем возрасте в клубе высшего дивизиона Эстонии «Кеэмик» (Кохтла-Ярве). Летом 1993 года перешёл в «ЭП» (Йыхви), в этом клубе провёл семь сезонов, сыграв 120 матчей в высшей лиге, а также 18 игр в переходных турнирах между высшей и первой лигами. В сезоне 1995/96 стал финалистом Кубка Эстонии. После расформирования клуба из Йыхви провёл один сезон в составе команды «Ирбис» (Кивиыли) в одном из низших дивизионов.
В 2001 году перешёл в таллинский ТФМК, за который выступал в течение восьми лет, сыграв более 180 матчей в высшей лиге. Становился чемпионом страны (2005), неоднократным призёром чемпионата, обладателем Кубка и Суперкубка Эстонии. Принимал участие в матчах еврокубков. После расформирования ТФМК в конце 2008 года завершил карьеру.
Всего в высшем дивизионе Эстонии сыграл 335 матчей и забил 32 гола.

## Достижения
- Чемпион Эстонии: 2005
- Серебряный призер чемпионата Эстонии: 2001, 2003, 2004
- Бронзовый призёр чемпионата Эстонии: 2002, 2007
- Обладатель Кубка Эстонии: 2002/03, 2005/06
- Финалист Кубка Эстонии: 1995/96, 2003/04, 2004/05
- Обладатель Суперкубка Эстонии: 2005, 2006